# Bettorp
Bettorp är en stadsdel i den norra delen av Örebro. Området begränsas av skogsområdet Kränglan i öster, Lillån i norr, motorvägen E18/E20 i söder och Riksväg 50 i väster. Närmast motorvägen ligger Bettorps industriområde med bland annat verkstäder, bilaffärer, varuhuset MEGA och Grillska Gymnasiet.
Längre norrut, mot Lillån, dominerar radhus- och villabebyggelse.